# دون باردو
دون باردو (بالإنجليزية: Don Pardo)‏ هو مقدم برامج إذاعية ومقدم تلفزيوني وممثل أمريكي، ولد في 22 فبراير 1918 في الولايات المتحدة، وتوفي بنفس المكان في 18 أغسطس 2014.

## أعمال

### مسلسلات
- ساترداي نايت لايف

## وصلات خارجية
- دون باردو على موقع IMDb (الإنجليزية)
- دون باردو على موقع الموسوعة البريطانية (الإنجليزية)
- دون باردو على موقع ألو سيني (الفرنسية)
- دون باردو على موقع ميوزك برينز (الإنجليزية)
- دون باردو على موقع أول موفي (الإنجليزية)
- دون باردو على موقع قاعدة بيانات الأفلام السويدية (السويدية)
- دون باردو على موقع إن إن دي بي (الإنجليزية)
- دون باردو على موقع ديسكوغز (الإنجليزية)
- دون باردو على موقع قاعدة بيانات الفيلم (الإنجليزية)
- دون باردو على موقع كينوبويسك (الروسية)